# Százalékjel
Az írógépek, számítógépek karakterkészletének eleme, a százalékjel - % - a századokban adott arányok (százados-törtek) jelölésére használt szimbólum.
Alapvető értelmezése szerint pl. az 5% egyike a következő jelöléseknek:
{\displaystyle 5\%={\frac {5}{100}}=0{,}05=5{/}100}.

## Története
A tipográfiában a ligatúrák között nyilvántartott karakter kialakulásáról, értelmezéséről sok tankönyvben található az a magyarázat, hogy a jelben található két kis "o" a 100-ados tört nevezőjének két nulla számjegyét képviseli. E tévhitet erősíti, hogy ennek az analógiájára született később az ezrelék (‰) és a ritkábban használt tízezrelék jele (‱).

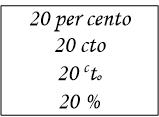
A százalékjel kialakulása

Már az ókorból is ismerünk olyan adatokat, hogy bizonyos szolgáltatásokat valamilyen mennyiség (pl. termés, szállított árú) törtrészeként szabtak ki. A Biblia ír a tizedről, s a babiloni, az egyiptomi források is tartalmaznak kamatlábakat törtekben (60-ados törtek, 1/3 kamatláb stb.). A középkorban a földesúri kilenced, a papi tized, a harmincadvám ezek közül a legismertebbek. A Velencei Köztársaság fénykorában, a 11. századtól kezdődően fellendült pénzügyi forgalom és az akkor már Európában megismert és a velencei bankárok által rendszeresen használt arab számok használata indokolta, hogy az addig szokásos közönséges törtek helyett a tizedekben – a részletesebb bontás kedvéért pedig még inkább századokban –, fejezzék ki az arányszámokat. (Ezt a lépést halogatják még ma is az angolszász hosszegységeket használó országokban.) A pénzügyi műveleteket rögzítő iratokban (szerződés, könyvelés, váltó, kötelezvény stb.) szöveges utalást használtak: L’interesse è ducati 25 per cento (A kamat 25 dukát százanként).
Amint a századokban megadott arányszám használata elterjedt, a kézírásban az ismétlődő per cento lerövidült, (per 100, P cto, P 100, cto), majd az ábrán látható torzulás eredményként fokozatosan a mai alakját vette fel.

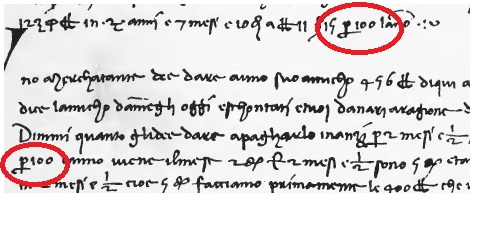
A százalék jelölése egy 1339-es kéziratban

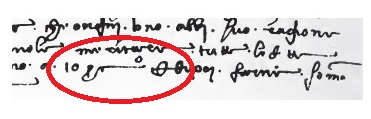
A százalék jelölése egy 1425-ös kéziratban

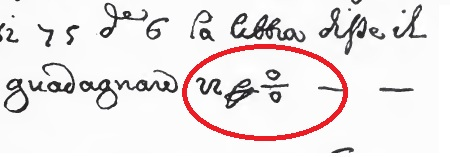
A százalék jelölése egy 1448-as kéziratban

David Eugene Smith kutatásai szerint a legkorábban egy 1425-ben kelt, ismeretlen szerzőtől származó okiratban találkozhatunk olyan alakú jelöléssel, ami már a jelenkori formát megközelíti: P.c° . Ez a forma a több neolatin nyelvben alkalmazott szokást követi: 1er (premièr/fr), 1° (= primero/ol). A rövidítésben szereplő P-betű ugyancsak a mediterráneum latin öröksége: per (lat,ol), por (sp), par, pour (fr), para (por) stb. Ez később eltűnt, s egy 1650 körül keletkezett kéziratban a következő alak jelent meg: {\displaystyle _{\frac {0}{0}}}

## Használata
A % jelet eredetileg a kamatszámításban használták, később több speciális területen eltérő értelmezésben, funkcióra alkalmazták:
1. A BASIC programozási nyelvben az egész típusú változót jelzi (A2%).
2. Az SQL-ben a % metakarakter (joker).
3. A TeX-ben és a PostScript-ben a % a kommentár határolója.
4. Az Uniform Resource Identifier-ban a % a hexadecimális szám jele (%A023).
5. Az ASCII és az Unicode ábécében 37, illetve &0x25 (hexadecimális) a kódja. (‰=&2030, ‱=&2031)

Tipográfiai megjelenítésekor a magyar helyesírási szabályzat szerint szóköz nélkül írjuk a számjeggyel jelölt együttható után.